# Saint-Frajou
Saint-Frajou – miejscowość i gmina we Francji, w regionie Oksytania, w departamencie Górna Garonna.
Według danych na rok 1990 gminę zamieszkiwało 209 osób, a gęstość zaludnienia wynosiła 13 osób/km² (wśród 3020 gmin regionu Midi-Pireneje Saint-Frajou plasuje się na 854. miejscu pod względem liczby ludności, natomiast pod względem powierzchni na miejscu 717.).